# ديفيد د. بارو
ديفيد د. بارو (بالإنجليزية: David D. Barrow)‏ هو بحار أمريكي، ولد في 22 أكتوبر 1877 في كارولاينا الشمالية في الولايات المتحدة، وتوفي في 6 ديسمبر 1948.